# Een begrafenis in het Waalse land

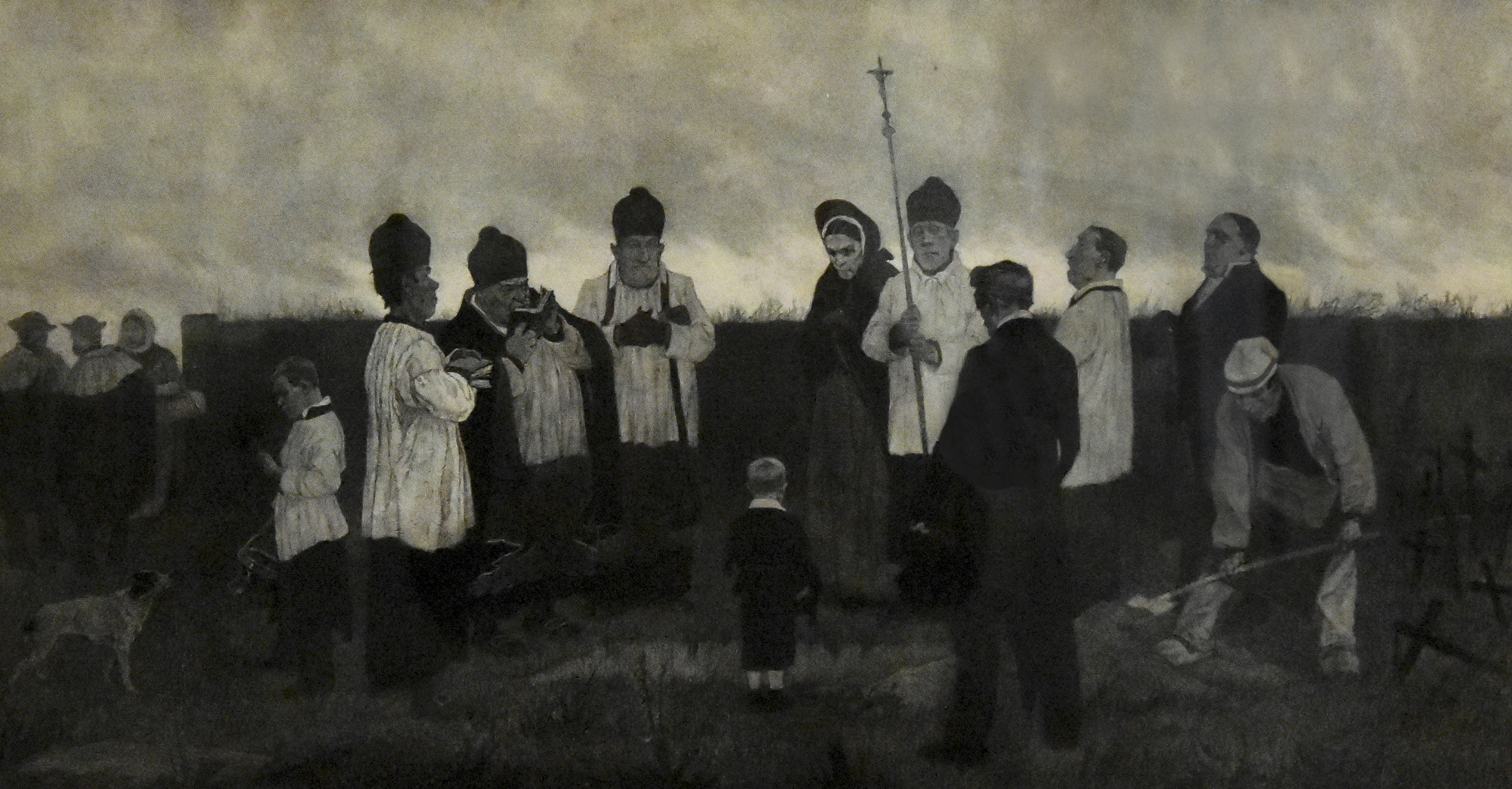
Een begrafenis in het Waalse land

Een begrafenis in het Waalse land is een lithografie van de Belgische kunstenaar Félicien Rops uit 1863.

## Iconografie
Rops beschreef in een brief dat hij een begrafenisstoet volgde in Namen en de begrafenis getrouw had weergegeven. Wat hem opviel was de blonde jongen die de stoet leidde, met zijn rode neus en ogen vol tranen. Hij werd vergezeld door een heer die waardig en beschermend overkwam. Misschien was het een oom of zijn voogd. Verder waren er een dikke jichtige geestelijke aanwezig en twee lugubere priesters die psalmen zongen waarvan het hoofd rood was aangelopen door een verstoorde spijsvertering. Het gezelschap werd aangevuld door een koster met watten in zijn oren, twee leden van een congregatie, een koorjongen en een hond. Rops vermeldde in zijn brief ook dat de koorjongen de hond met wijwater besprenkelde en dat de dragers de gelegenheidsjenever dronken. Het tafereel beviel mij, schreef hij, en ik heb het getekend op een grote lithografiesteen.